# Marcin Teofil Polak
Marcin Teofil Polak, właściwie Marcin Teofilowicz (ur. ok. 1570 w Polsce, zm. 25 stycznia 1639 w Brixen) – malarz wczesnego baroku pochodzenia polskiego, czynny głównie w Austrii i Włoszech.
O pochodzeniu malarza niewiele wiadomo. Prawdopodobnie urodził się we Lwowie. W roku 1595 był w Krakowie uczniem Marcina Kobera, a następnie działał w Pradze.  
W roku 1597 przybył wraz z Maksymilianem III Habsburgiem do Innsbrucku.
Od ok. roku 1600 w ciągu dwudziestu lat Marcin Teofil Polak przebywał w prowincji Trydent.
Od roku 1608 był nadwornym malarzem kardynała Carlo Gaudenzio Madruzzo w Trydencie.
Wielokrotnie podróżował w latach 1610–1614 do północnych Włoch i w latach 1620–1622 do Bolonii, Florencji i Wenecji, gdzie zapoznał się z dziełami Correggia.
W roku 1626 został malarzem nadwornym arcyksięcia Leopolda V w Innsbrucku. W roku 1636 w pożarze rezydencji Ruhelust uległa zniszczeniu pracownia malarza wraz z całym jego mieniem. Z tego powodu przeniósł się w roku 1637 do Bressanone, gdzie wstąpił na służbę u księcia biskupa Wilhelma von Welsberga.
W ostatnich latach życia ufundował stypendia dla chętnych nauki młodzieńców. Został pochowany w kościele kolegiackim w Bressanone.
Marcin Teofil Polak tworzył głównie portrety i dzieła treści religijnej, w tym obrazy ołtarzowe i freski w kościołach Tyrolu.

## Dzieła
- Autoportret, Tiroler Landesmuseum Ferdinandeum, Innsbruck, (ok. 1590)
- Koronacja Maryi, Kościół parafialny św. Wigiliusza, Spormaggiore, (1614)
- Obraz ołtarzowy i Ukrzyżowanie, Kościół parafialny w Mülln, (1623)
- Obrazy medalionowe, Kaplica Mariacka obok kościoła dworskiego w Innsbrucku, (1627)
- Fresk na kopule kościoła OO. Jezuitów, Innsbruck (1627; nie zachowane)
- Obrazy ołtarzowe na głównym i bocznym ołtarzu kościoła Serwitów, Innsbruck (1628)
- Dwa obrazy w bocznych ołtarzach, kościoła OO. Kapucynów, Innsbruck (ok. 1630)
- Autoportret, Tyrolskie Muzeum Krajowe Ferdinandeum, Innsbruck (1631)
- Obraz w głównym ołtarzu, kościół mariacki, Brixen (1638)
- Obrazy w bocznych ołtarzach, kościół parafialny św. Michała, Brixen (1638)